# Tomoya Shinohara
Tomoya Shinohara (japanisch 篠原 友哉 Shinohara Tomoya; * 20. April 1999 in der Präfektur Tokio) ist ein japanischer Fußballspieler.

## Karriere
Tomoya Shinohara erlernte das Fußballspielen in der Jugendmannschaft des Furoku SC, in der Schulmannschaft der Kanto Daiichi High School sowie in der Universitätsmannschaft der Toin University of Yokohama. Seinen ersten Profivertrag unterschrieb er am 16. Februar 2022 bei JEF United Ichihara Chiba. Der Verein aus Ichihara, einer Stadt in der  Präfektur Chiba, spielte in der zweiten japanischen Liga. Sein Zweitligadebüt gab er am 26. Februar 2022 (2. Spieltag) im Auswärtsspiel gegen den FC Ryūkyū. Hier wurde er in der 71. Minute für Toshiyuki Takagi eingewechselt. JEF United gewann das Spiel 2:1.